# Zlatar Bistrica
Zlatar-Bistrica es un municipio de Croacia en el condado de Krapina-Zagorje.

## Geografía
Se encuentra a una altitud de 167 m s. n. m. a 42,6 km de la capital nacional, Zagreb.

## Demografía
En el censo 2011, el total de población del municipio fue de 2 611 habitantes, distribuidos en las siguientes localidades:
- Ervenik Zlatarski - 113
- Lipovec - 191
- Lovrečan - 402
- Opasanjek - 87
- Veleškovec - 258
- Zlatar Bistrica - 1 530